# Lupin e le profezie di Nostradamus
Lupin e le profezie di Nostradamus (ルパン三世 くたばれ！ノストラダムス?, Rupan Sansei - Kutabare! Nosutoradamusu, lett. "Lupin III - Va' all'Inferno! Nostradamus"), distribuito anche come Lupin III - Le profezie di Nostradamus o come Lupin the 3rd - The Movie - Le profezie di Nostradamus, è un film d'animazione del 1995 diretto da Shun'ya Itō e Takeshi Shirato.
Si tratta del quinto film con protagonista Lupin III, il personaggio creato da Monkey Punch. È uscito nei cinema giapponesi il 31 marzo 1995.

## Trama
Lupin III vuole impadronirsi di uno dei libri delle profezie di Nostradamus, che vale 50.000.000$, e si ritrova prima sull'isola Shokeijima (処刑島? , lett. "Isola dell'esecuzione") e poi in Amazzonia. Per riuscirci, dovrà confrontarsi coi seguaci di una setta segreta e con il proprietario del libro, il miliardario Douglas, che lo tiene nascosto in una cassaforte apparentemente inespugnabile.

## Colonna sonora
La colonna sonora del film è stata composta da Yūji Ōno.
- Lupin the 3rd - Die! Nostradamus - Original Soundtrack (VAP 01/07/95 VPCG-84254)

1. Rupan Sansei no Theme '89 (THEME FROM LUPIN III '89)
2. Zenigata's Power Game
3. First Class Contact
4. Highjack
5. High Tech Tower, Earth Building
6. Aim for the Vault
7. Prediction Execution Unit
8. Sky Gate
9. At Execution Island
10. Philip's Memories
11. Boy Sergio
12. Warming. It Lifts
13. If You Want
14. Chris' Intrigue
15. Tania's Disappearance
16. Prediction for the End of the Century
17. Move Out
18. Disappearance Ground 1000M
19. The Women Now
20. Aim for the Top
21. Genocide Chute
22. Julia
23. Chaser
24. Discouraged Inspector
25. Eye Spell
26. Leslie's Miscalculation
27. High Tech Tower Falls Apart
28. Welcome to the Playroom
29. Linear Bathtub Coaster
30. After the Smoke Cleared
31. Continuation of Love

## Distribuzione

### Edizione italiana
Esistono due doppiaggi italiani:
- Il primo, realizzato da MI.TO film diretto da Ada Maria Serra Zanetti, per la trasmissione su Italia 1 il 24 maggio 1999.[2]
- Il secondo è stato prodotto dalla Shin Vision diretto da Serena Verdirosi per la SEFIT-CDC per la pubblicazione in DVD ed è una modifica di quello televisivo: Enzo Consoli sostituisce Rodolfo Bianchi per Zenigata e anche gli altri personaggi secondari sono stati ridoppiati da altri doppiatori a parte il presidente Douglas, mentre Roberto Del Giudice, Sandro Pellegrini, Antonio Palumbo e Alessandra Korompay hanno ridoppiato alcune battute, ma in sostanza il loro doppiaggio è rimasto quello televisivo.

### Edizioni home video
Il film è stato pubblicato in edizione integrale su videocassetta da Medusa Video nel 1999 col doppiaggio televisivo. Il 9 ottobre 2003 ne è uscita un'edizione edita da Dynamic Italia sempre col doppiaggio televisivo.
Nel 2003 Shin Vision ha edito il film in DVD includendo entrambi i doppiaggi. Il film è stato poi ridistribuito nella stessa edizione da Yamato Video e in edicola varie volte da De Agostini e il 4 maggio 2012 da La Gazzetta dello Sport.
In Giappone il film è stato restaurato in alta definizione e venduto in Blu-ray Disc a partire dal 15 settembre 2010.
In Italia il Blu-ray Disc esce per la prima volta, in combo col DVD, a partire dal 22 marzo 2023 edito da Yamato video.

## Tributo a Yasuo Yamada
Alla fine dei titoli di coda del film c'è un tributo a Yasuo Yamada doppiatore di Lupin, morto prima della produzione del film (ne ha però doppiati i trailer):
(Finale del film)
Da questo lungometraggio, infatti, il doppiatore giapponese di Lupin III diventa Kan'ichi Kurita.